# NGC 44
NGC 44 je dvojhvězda nacházející se v souhvězdí Andromedy.